# Hans Gram
För andra betydelser, se Hans Gram (olika betydelser).
Hans Gram, född den 28 oktober 1685 utanför Hjørring, död den 19 februari 1748 i Köpenhamn, var en dansk historiker.
Gram var en jylländsk prästson som 1703 blev student och 1708 magister, var 1711–1719 konrektor vid Vor Frue skole i Köpenhamn samt blev 1714 professor vid universitetet i grekiska (till 1741), 1730 kunglig historiograf och bibliotekarie, 1731 geheimearkivarie och 1746 etatsråd. Han var inte bara en ovanligt lärd man, utan även grundläggare av den historiska kritiken i Danmark. Sedan han 1742 stiftat Det kjøbenhavnske Selskab införde han i dess skrifter 16 avhandlingar, som företrädesvis behandlar den danska medeltidens historia och spred ljus över viktiga skeden av stats- och kulturhistorien. Dessutom utgav han flera äldre historikers arbeten med lärda kommentarer, såsom Niels Krags Kristian III:s historia, Slanges Kristian IV:s historia (vars senare del närmast är Grams verk) och Meursius Danmarks historia (vars värde ligger huvudsakligen i Grams noter). Dessutom lämnade han viktiga bidrag till Johannes Mollers Cimbria literata och likaledes till flera utländska filologers editioner av klassikerna. Han hade en viktig del i universitets- (1731) och läroverks- (1739) reformen samt i stiftandet av Et Til det Danske Sprogs og Histories Forbedring Samlet Selskab, som tillkom på hans främste lärjunge Jacob Langebeks initiativ 1745. Också om kungliga bibliotekets utvidgning inlade han förtjänst, och i Gehejmearkivet lade han första grunden till det handskrivna diplomatarium, som fick sitt namn efter Langebek.